# 若江賢三
若江 賢三（わかえ けんぞう、1949年 - ）は、日本の東洋史学者。
愛媛大学名誉教授。
愛媛県生まれ。
1972年愛媛大学法文学部卒。
1980年筑波大学歴史・人類学研究科博士課程退学。
同年愛媛大学講師、1982年同助教授、1994年教授。
2008年長江大学客座教授（ - 2011年）。
2015年愛媛大学退職。
文学修士（東京教育大学）

## 著書
- 『秦漢律と文帝の刑法改革の研究』 汲古書院、2015年

共著
- 『日蓮の説いた故事・説話』 小林正博共著、第三文明社、2004
- 『生活に生きる故事・説話 日蓮の例話に学ぶ』 小林正博共編、第三文明社〈レグルス文庫〉、2007